# ONE (AYUSE KOZUEの曲)
『ONE』（ワン）はAYUSE KOZUEの7枚目のシングルである。2008年1月16日発売。発売元はTOY'S FACTORY。

## 解説
AYUSE KOZUE冬のバラード2連作の第2作目。TOWA TEIプロデュース、坂本龍一のピアノアレンジ、そして清水靖晃によるストリングスアレンジ。ミュージックビデオは、中野裕之監督、ファッションフォトグラファーの田島一成を迎えて制作。

## 収録曲
1. ONE 
京セラ「au by KDDI CDMA 1X WIN W61K」CMソング。
2. cry baby
3. ONE (acoustic version)
4. ONE (instrumental)
5. cry baby (instrumental)